# Β-Laktamazy o skrajnie rozszerzonym spektrum aktywności
β-laktamazy o skrajnie rozszerzonym spektrum aktywności (EESBL/EESβL – ang. extremely extended spectrum β-lactamase) – bakteryjne enzymy hydrolizujące wiązanie β-laktamowe w cząsteczce antybiotyków β-laktamowych (czyli β-laktamazy).
Częściej stosowany jest skrót KPC (ang. Klebsiella pneumoniae carbapenemase – karbapenemaza Klebsiella pneumoniae), ponieważ po raz pierwszy ich obecność stwierdzono u szczepów tej bakterii opornych na karbapenemy.
Występowanie tych enzymów stwierdzono jak na razie u różnych bakterii należących do rodziny Enterobacteriaceae (szczególnie K. pneumoniae) oraz Pseudomonas aeruginosa.
Bakterie wytwarzające te enzymy są oporne na działanie wszystkich rodzajów β-laktamów: penicylin, cefalosporyn, monobaktamów oraz karbapenemów. Enzymy te mają budowę typową dla większości β-laktamaz (z aminokwasem seryną w centrum aktywnym). Enzymy te są wrażliwe na tradycyjne inhibitory β-laktamaz, ale w stosunkowo niewielkim stopniu tak, że skojarzenia β-laktamów z inhibitorami nie są wystarczająco aktywne, aby można je próbować stosować do leczenia zakażeń spowodowanych przez takie bakterie.
Enzymy te stanowią coraz większy problem, ponieważ potrafią się bardzo szybko przenosić pomiędzy różnymi bakteriami (poprzez plazmidy), a ponadto bakterie z tymi enzymami są najczęściej oporne na inne leki (najczęściej są wrażliwe tylko na kolistynę, rzadziej na tygecyklinę i jeszcze rzadziej na aminoglikozydy, głównie gentamycynę).

Przeczytaj ostrzeżenie dotyczące informacji medycznych i pokrewnych zamieszczonych w Wikipedii.